# Laura Carli

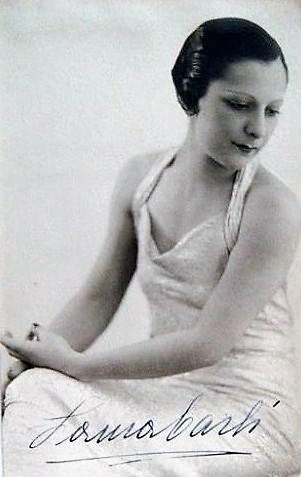
Laura Carli

Laura Carli (eigentlich Laura Russo; * 29. Mai 1906 in Forlì; † 15. August 2005 ebenda) war eine italienische Schauspielerin.

## Leben
Die Tochter des aus Messina stammenden Augusto Russo und von Azelma Bonavita debütierte auf der Bühne 1933 beim Ensemble von Renzo Ricci und war in den kommenden zwanzig Jahren bei zahlreichen Schauspieltrupps und bei ortsfesten Theatern engagiert: Carli spielte bei Antonio Gandusio/Dina Galli 1934 als erste junge Darstellerin, 1935 als Hauptdarstellerin wieder bei Gandusio und diesmal Aristide Baghetti, zwei Spielzeiten mit Ruggero Ruggeri und von 1939 bis 1941 bei Memo Benassi. Dann folgten Stationen bei Giulio Donadio (1942), Corrado Racca/Ernesto Calindri (1942/43), erneut Memo Benassi (1943/44) und beim „Stabile di Venezia“ (1944/45). Nach dem Weltkrieg trat sie erneut neben Donadoni (1945/46), Giulio Stival (1946/47) und Fosco Giachetti (1947/48) auf. Bis 1950 leitete Carli ihr eigenes Ensemble und in der Folgespielzeit das „Teatro dei Satiri“. Engagements beim „Stabili di Trieste“ und in Genua beschlossen diese Phase ihrer Karriere. Auf der Theaterbühne stand Carli letztmals 1968 neben Diana Torrieri in einer prallen Rollen von Jacinto Benaventes „La maleamata“.
Die von 1944 bis 1961 andauernde Kinokarriere der Carli war weniger bemerkenswert; ihre Möglichkeiten wurden in meist unbedeutenden Nebenrollen und Charakterstudien nie ausgeschöpft. Neben Verpflichtungen beim Radio, als gelegentliche Synchronsprecherin und als Schauspiellehrerin hat sie einige überdurchschnittliche Fernseharbeiten aufzuweisen: Komödien wie La gelosa (1955), Servi e padroni (1961) und Jack l'infallibile (1963) sowie Dramatisches wie Mario Landis Canne al vento (1958), Silverio Blasis La frana (1963) und Questa sera parla Mark Twain (1965).
Carli war vom 22. Juni 1929 an einige Zeit mit Oddino Baccarini verheiratet, mit dem sie einen Sohn hat. Ihre Enkelin Maria Laura Baccarini schlug ebenfalls die Laufbahn als Schauspielerin ein.

## Filmografie (Auswahl)
- 1944: Fiori d’arancio
- 1951: Erotik (Ultimo incontro)
- 1952: Ein Auto macht noch keinen Millionär (5 poveri in autmomobile)
- 1952: Ewige Melodie (Melodie immortali)
- 1953: Verzeih mir! (Perdonami!)
- 1957: Ferien auf der Sonneninsel (Vacanze ad Ischia)
- 1960: Aufstand der Tscherkessen (I cosacchi)
- 1961: Speisekarte der Liebe (Les Godulereaux)
- 1965: Questa sera parla Mark Twain (Fernseh-Miniserie)
- 1974: Sì vendetta (Fernseh-Miniserie)